# Sellei Gyula
Sellei Gyula, Schwarz Gyula János, Schwartz (Pest, 1850. július 22. – Budapest, 1895. május 27.) karmester, pedagógus, zeneszerző.

## Életútja
Schwartz Vilmos pálinkakereskedő és Spitzer Kathi fia. Erkel Ferenc és Mosonyi Mihály voltak a mesterei. Klagenfurtban indult pályafutása mint színházi karmester, majd itthon Pécsett, Székesfehérvárott és Budán működött. Schwarz családi nevét 1884-ben Selleire változtatta. 1884 októberétől Feleky Miklós budai társulatának karnagya volt a Várszínházban. Később operettiskolát nyitott, ahonnan számos elsőrendű operett és operaénekes került az ország színpadaira, többek között Blaha Lujza és Ódry Lehel. A "Budai dalárda" és az "Ébredés" dalkör karmestere volt. A Lipótmezei Elmebetegek Országos Gyógyintézetében hunyt el. 1895. május 29-én helyezték örök nyugalomra a Farkasréti temetőben római katolikus szertartás szerint.
Felesége Follinus Hermina (1855–1881) színésznő volt, Follinus János és Lukácsy Antónia színészházaspár lánya. Gyermekei Sellei Emil (1878–1914) főtiszt, Sellei Gyula (1880–1915) államvasúti hivatalnok és Sellei Béla.